# Bolasjö
Bolasjö är en sjö i Ljungby kommun i Småland och ingår i Lagans huvudavrinningsområde. Sjön har en area på 0,105 kvadratkilometer och ligger 163 meter över havet.

## Delavrinningsområde
Bolasjö ingår i det delavrinningsområde (628732-135667) som SMHI kallar för Ovan Ålkistebäcken. Medelhöjden är 166 meter över havet och ytan är 35,06 kvadratkilometer. Räknas de 4 avrinningsområdena uppströms in blir den ackumulerade arean 143,3 kvadratkilometer. Krokån som avvattnar avrinningsområdet har biflödesordning 2, vilket innebär att vattnet flödar genom totalt 2 vattendrag innan det når havet efter 61 kilometer. Avrinningsområdet består mestadels av skog (52 procent) och sankmarker (29 procent). Avrinningsområdet har 0,46 kvadratkilometer vattenytor vilket ger det en sjöprocent på 1,1 procent.